# Gare de Sainte-Marguerite
La gare de Sainte-Marguerite était une gare ferroviaire française de la ligne de La Madeleine à Comines-France, située sur le territoire de la commune de Comines, dans le département du Nord en région Hauts-de-France. 
Un simple arrêt facultatif est ouvert en 1886 par la Compagnie des chemins de fer du Nord. C'est une halte voyageurs de la Société nationale des chemins de fer français (SNCF) desservie par des trains TER Hauts-de-France.

## Situation ferroviaire
Établie à 19 mètres d'altitude, la gare de Sainte-Marguerite est située au point kilométrique (PK) 17,747 de la ligne de La Madeleine à Comines-France, entre les gares de Deûlémont et de Comines-France.

## Histoire
En 1886, après plusieurs vœux, pour l'ouverture d'une halte au passage à niveau du chemin rural de Ste-Marguerite, émis par le conseil général, la Compagnie des chemins de fer du Nord repousse l'idée d'une halte dont la dépense d'installation serait supérieure au bénéfice attendu. Néanmoins elle indique qu'elle vient d'obtenir, à titre d'essai, la mise en circulation de trains légers, dits aussi « trains-tramways », et qu'elle accepte d'ouvrir à Ste-Marguerite un arrêt facultatif de ces trains. Elle indique également qu'elle fait mettre à l'étude le coût des installations nécessaires qui doit être très faible.
Dès l'année suivante, le 29 avril 1887, un nouveau vœu est émis pour demander à la compagnie la construction d'un abri pour les voyageurs, justifié par l'importance croissante de l'arrêt. En 1888, l'administration du Contrôle rejette la demande, en justifiant sa décision par le fait qu'il n'est pas possible de demander à la Compagnie d'engager des frais d'établissement du fait que les décisions ministérielles d'autorisation d'une exploitation par trains-tramways stipulent qu'elles ne doivent pas entraîner des frais supplémentaires à la charge de la Compagnie.

## Service des voyageurs

### Accueil
Arrêt Routier

### Dessertes
Sainte-Marguerite était desservie par des trains régionaux TER Hauts-de-France qui circulent sur la relation Lille-Flandres - Comines (France).

### Intermodalité
Le stationnement des véhicules est difficile à proximité.